# SCO Group
SCO Group (ook The SCO Group en SCO) was een Amerikaanse softwareontwikkelaar. Het bedrijf kwam tot stand na overnames, afstotingen en naamswijzigingen. De organisatie die oorspronkelijk SCO (Santa Cruz Operation) heette, porteerde het besturingssysteem UNIX naar diverse processoren en ontwikkelde software voor terminals. De divisies die de UNIX-varianten ontwikkelden, werden verkocht aan Caldera Systems dat later uiteindelijk SCO Group zou gaan heten. Santa Cruz Operation ging na de afstoting verder onder de naam Tarantella, Inc..
SCO Group (hierna SCO) is diverse rechtszaken gestart tegen verschillende bedrijven die Linux gebruikten. SCO claimde dat Linux broncode bevatte van het door SCO ontwikkelde UNIX System V en dat eindgebruikers van Linux licentiegelden moesten betalen. In 2012 sloot SCO haar deuren. De organisatie hield de mogelijkheid open dat een rechtszaak tegen IBM hervat zou worden.

## Geschiedenis

Diagram dat de geschiedenis toont van UNIX-varianten, waaronder die van SCO, en UNIX-achtige besturingssystemen

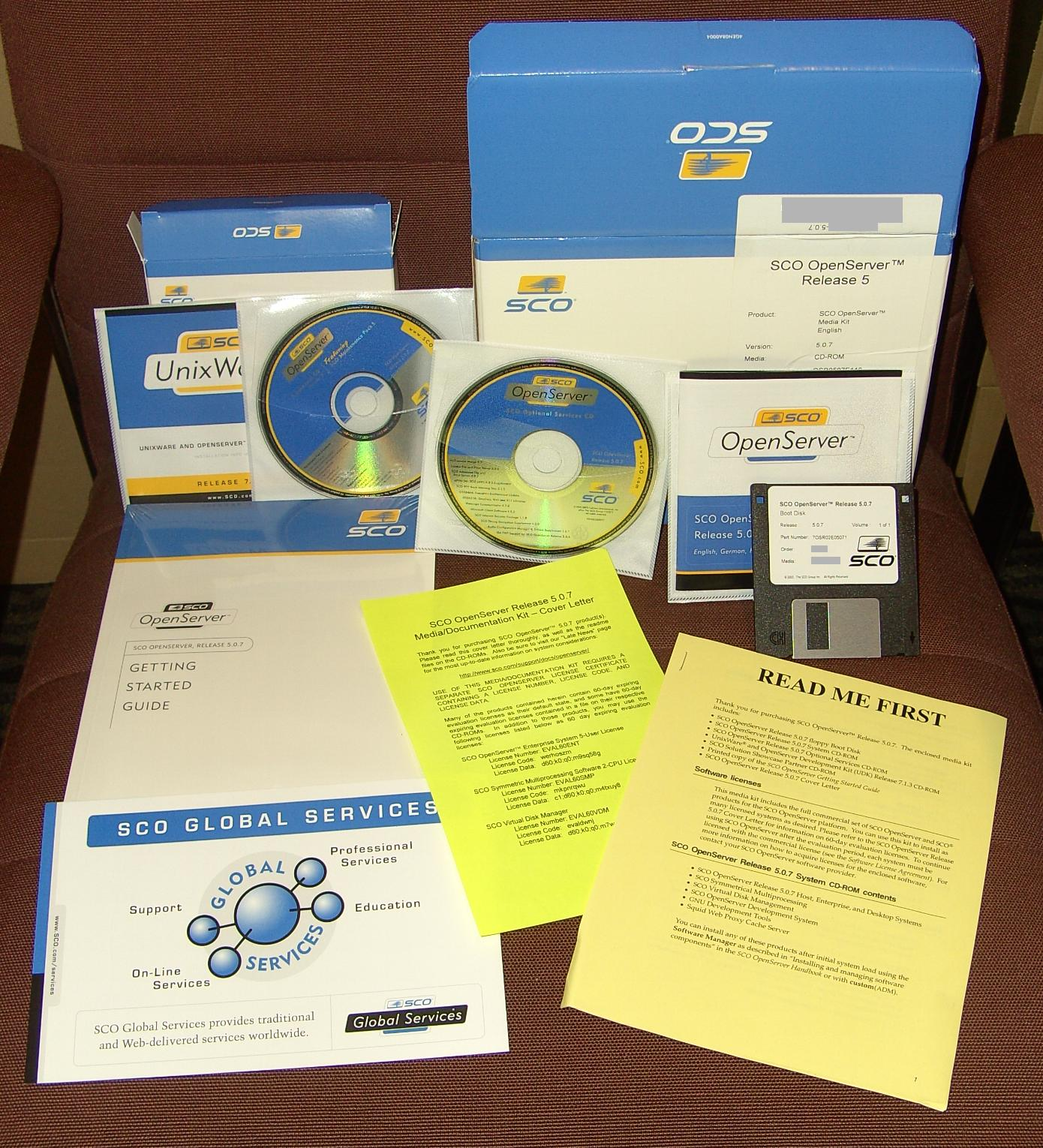
Boxset van SCO OpenServer Rel 5.0.7

Santa Cruz Operation werd opgericht in januari 1979 door Doug Michels en Larry Michels, respectievelijk zoon en vader. Het bedrijf porteerde UNIX naar onder andere de Intelprocessoren 8086 en 8088 en trad op als adviesbureau. Het bedrijf is wel het eerste UNIX-bedrijf genoemd, daar UNIX eerder ontwikkeld of geporteerd werd door hoofdzakelijk hardwarefabrikanten en telecombedrijven. Santa Cruz Operation nam in 1993 twee bedrijven over. Hierna begon de ontwikkeling van een productenlijn onder de naam Tarantella.
In 2001 verkocht het bedrijf de rechten op UNIX en de divisies die aan UNIX werkten aan Caldera Systems. Wat overbleef van Santa Cruz Operation, ging verder onder de naam Tarantella, Inc.. Na een managementwisseling en na de naamsverandering van Caldera Systems naar The SCO Group besloot SCO IBM een proces aan te doen wegens contractbreuk en eiste één miljard dollar als schadevergoeding. Volgens SCO zou technologie die voor een variant van UNIX ontwikkeld is, niet geporteerd mogen worden naar Linux omdat dit de positie van UNIX ondergraaft.
Naar aanleiding van het proces tegen IBM kreeg SCO zware kritiek vanuit de opensourcewereld te verduren. SCO stelde dat de techniek die zij aan Linux heeft bijgedragen niet bewust onder de GPL had willen uitbrengen. Daarbij heeft SCO beweerd dat de GPL niet rechtsgeldig is. Ook heeft SCO IBM ervan beschuldigd dat zij UNIX-code aan Linux heeft bijgedragen waarvan het intellectueel eigendom bij SCO berustte. SCO heeft echter nooit duidelijk gemaakt om welke code het precies gaat. Enkele specifieke claims die uit een presentatie zijn afgeleid zijn door Linus Torvalds weersproken. SCO stelde zich op het standpunt dat voor ieder gebruik van Linux een licentie benodigd is, met een kostprijs van in de orde van $ 600.
Red Hat, een Amerikaanse organisatie die een toonaangevende Linuxdistributie produceert, deed SCO in 2003 een proces aan. Red Hat stelde dat SCO hen schade berokkende door de claim met betrekking tot de eigendomsrechten uit te spreken, zonder hiervoor met sluitende bewijzen te komen. Gedurende de rest van zijn bestaan heeft SCO rechtszaken gevoerd tegen diverse bedrijven. De organisatie kon haar successen van de jaren 80 en 90 niet voortzetten. In 2007 vroeg SCO faillissement aan met de bedoeling om te herstructureren ("chapter 11"). In 2012 volgde een definitief faillissement ("chapter 7"). Het bedrijf hield vol dat er een mogelijkheid was dat een rechtszaak tegen IBM hervat zou worden en dat deze zaak gewonnen zou worden door SCO.
Na het faillissement werden de Unix-besturingssystemen UnixWare en OpenServer overgenomen door UnXis, dat later werd omgedoopt tot Xinuos.